# Anna Halling
Anna Halling, pseudonym för Dagmar Teoline Aronsson, född 20 januari 1900 i Lycksele församling, död där 14 augusti 1990, var en svensk poet. Hennes mest kända dikter är Längtans fågel och Den lyckliga dagen.